# Butterflies and Elvis
Butterflies and Elvis är debutalbumet av den isländska sångaren Yohanna. Det gavs ut den 20 juli 2009 och innehåller 13 låtar. Albumet innehåller låten "Is It True?" som Yohanna representerade Island med i Eurovision Song Contest 2009.

## Låtlista
| Nr  | Titel                 | Längd |
| --- | --------------------- | ----- |
| 1.  | Is It True?           | 3:00  |
| 2.  | Beautiful Silence     | 3:51  |
| 3.  | I Miss You            | 3:51  |
| 4.  | Butterflies and Elvis | 4:49  |
| 5.  | Funny Thing Is        | 3:40  |
| 6.  | Worryfish             | 3:42  |
| 7.  | Spaceman              | 3:36  |
| 8.  | Say Goodbye           | 3:17  |
| 9.  | Rainbow Girl          | 2:49  |
| 10. | The River Is Dry      | 3:34  |
| 11. | Walking On Water      | 4:13  |
| 12. | White Bicycle         | 3:31  |
| 13. | Indian Ropetrick      | 3:58  |

Spår 13 är ett bonusspår som endast finns med på den digitala versionen av albumet som säljs på Itunes Store.

## Listplaceringar
| Lista   | Topplacering |
| ------- | ------------ |
| Sverige | 19           |